# Villarboit
Villarboit – miejscowość i gmina we Włoszech, w regionie Piemont, w prowincji Vercelli.
Według danych na rok 2004 gminę zamieszkiwało 547 osób, 21,9 os./km².